# Obrioclytus kenyensis
Obrioclytus kenyensis är en skalbaggsart som beskrevs av Karl Adlbauer 2007. Obrioclytus kenyensis ingår i släktet Obrioclytus och familjen långhorningar.
Artens utbredningsområde är Kenya. Inga underarter finns listade i Catalogue of Life.